# Реклама юридичних послуг у США
Реклама юридичних послуг у США регламентована і обмежена за змістом як законодавчо, так і галузевими документами. Незалежно від носія реклами (преса, телебачення, радіо, телефонні довідники, бігборди, онлайн реклама), допустимим змістом реклами є публікація контактної інформації: ім'я особи або назва компанії, адреса, телефон. Дозволено використання візиток та фірмових бланків. Але класична реклама (імідж, підтекст, гумор, гасло) вважається неприпустимою.

## Історія
Одні з перших правил професійної етики оприлюднила в 1908 Американська асоціація юристів (англ. American Bar Association, ABA). До цього реклама юридичних послуг була традиційним явищем. З одного боку, асоціація вважала, що непрофесійна реклама лише шкодить репутації професії юриста, з іншого — суд є місцем, де сторони можуть завдати тяжких втрат одна одній. Відповідно до правил ABA, юристи могли включати до професійних каталогів і збірок законів оголошення із зазначенням імені та контактної інформації. Їм дозволялося надрукувати візитні картки та професійні бланки. Інша реклама заборонялася. Асоціація юристів Чикаго вважала, що «найдостойнішою та найефективнішою рекламою… є створення заслуженої професійної репутації та здобуття довіри».
Реклама юридичних послуг стала активно розвиватись у США лише з 1977 року — після винесення рішення Верховним судом США у справі Bates v. State Bar of Arizona, згідно з яким публікація в пресі контактної інформації, переліку послуг та їх вартості була визнана допустимою.
У Великій Британії в 1986 році Юридичне товариство Англії та Уельсу дозволило адвокатам рекламувати свої послуги.

## Спільноти
Найбільшою професійною спільнотою у сфері реклами юридичних послуг є «Асоціація юридичного маркетингу», яка налічує понад 3000 учасників.